# Grännäs
Grännäs – miejscowość (tätort) w Szwecji, w regionie administracyjnym (län) Östergötland, w gminie Valdemarsvik.
Według danych Szwedzkiego Urzędu Statystycznego liczba ludności wyniosła: 200 (31 grudnia 2018) i 196 (31 grudnia 2019).